# Emile Mawet
Emile Mawet (* 2. März 1884 in Prayon-Forêt; † 20. Dezember 1967 in Straßburg, Frankreich) war ein belgischer Komponist und Cellist.

## Leben
Mawet studierte an den Konservatorien von Köln und Brüssel. Er spielte in der Hofkapelle Meiningen und wurde Solocellist in der Baden-Badener Philharmonie. Von 1904 bis 1956 unterrichtete er Cello am Konservatorium von Straßburg. Daneben war er dort Mitglied des Städtischen Orchesters und der Société de musique de chambre municipal. Für seine Kantate Les temps sont révolus nach einem Text von Rodolphe de Warsage, die 1905 zum 75. Jahrestag der Unabhängigkeit Belgiens uraufgeführt wurde, erhielt er den belgischen Nationalpreis. Mawet war der Bruder des Organisten und Komponisten Fernand Mawet und des Komponisten Lucien Mawet.

## Werke
- Cellokonzert (1965 von Reine Flachot uraufgeführt[1])
- Esquisse symphonique
- Fantaisie Caprice für Orchester
- Les temps sont révolus, Kantate
- Phosphoreine, Oper
- Orgel- und Cellowerke
- Streichquartett